# Cynomys gunnisoni
Cynomys gunnisoni е вид бозайник от семейство Катерицови (Sciuridae).

## Разпространение
Видът е разпространен в Съединените щати.